# Wilhelm Lehmann (Stadtgründer)

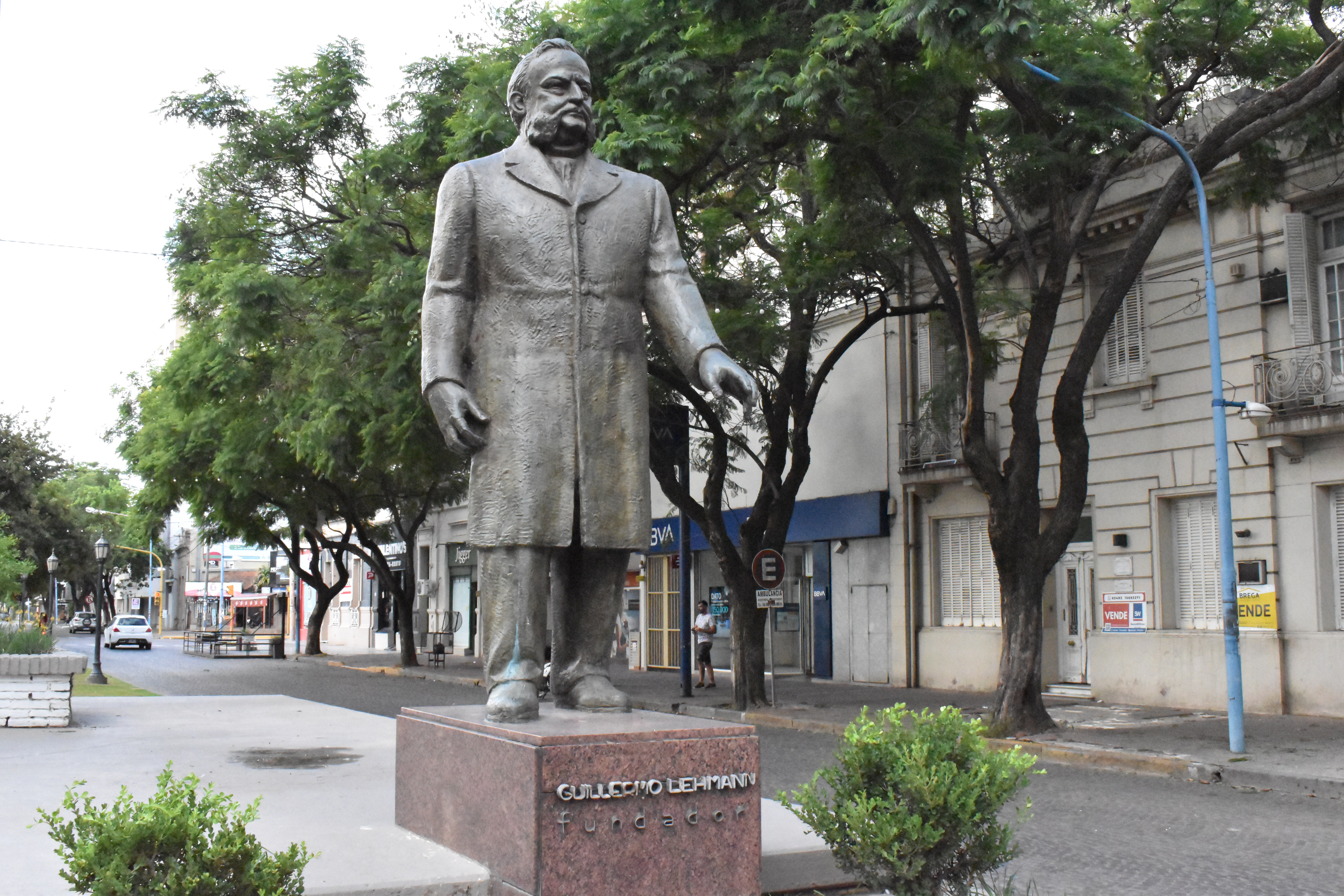
Statue von Wilhelm Lehmann in Rafaela

Wilhelm Lehmann (später auch Guillermo Lehmann, * 20. August 1840 in Sigmaringendorf; † 10. Oktober 1886 in Buenos Aires) war ein deutscher Auswanderer, Kolonist und Städtegründer in Argentinien.

## Leben

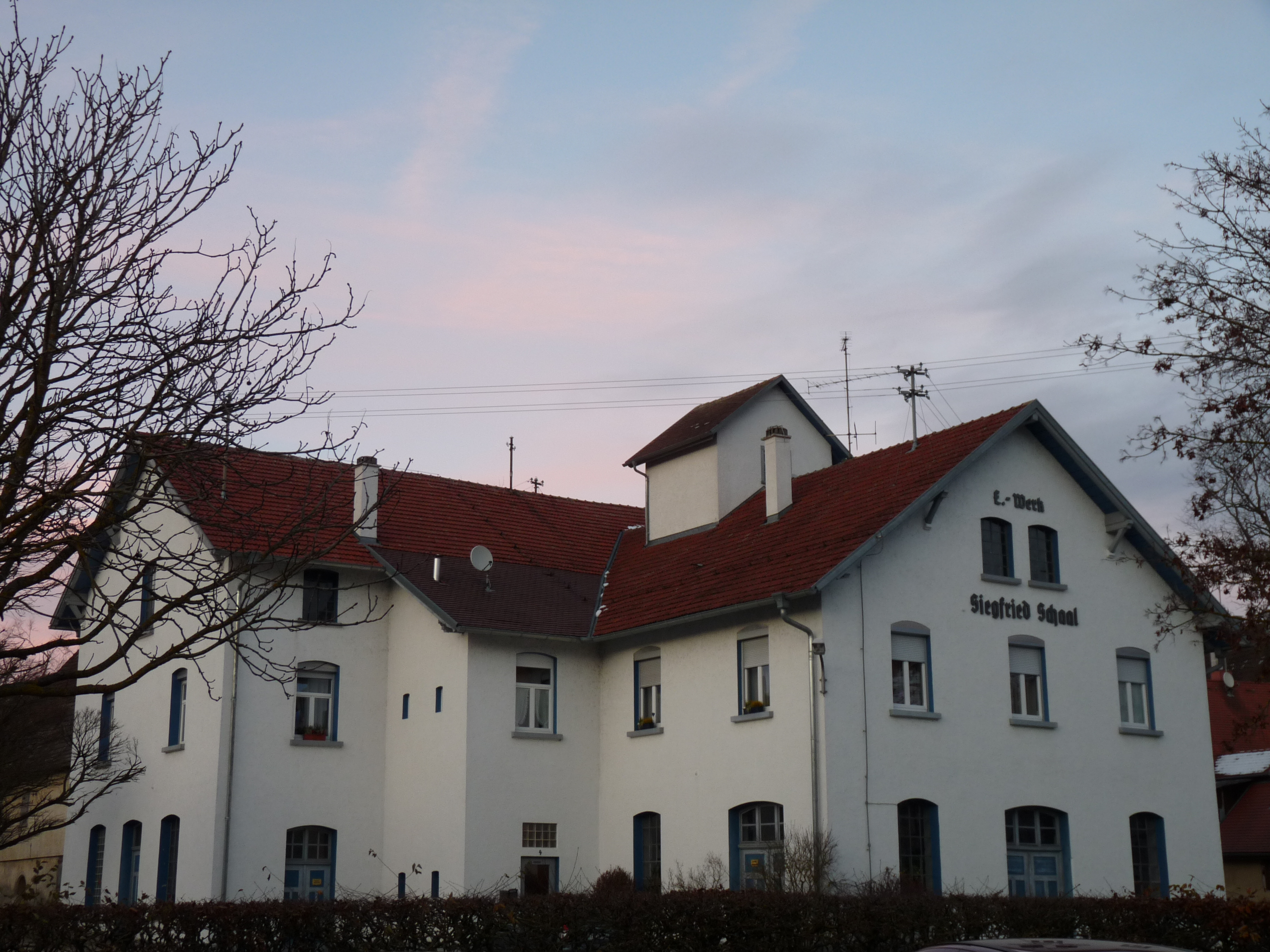
Geburtshaus Lehmanns in Sigmaringendorf

Lehmann wuchs als Sohn eines Webmeisters der ehemaligen Spinnerei Stölker in Sigmaringendorf auf. Die Familie Lehmann übersiedelte einige Jahre nach seiner Geburt in die Schweiz, der Sohn Wilhelm wanderte schließlich im Jahre 1862 nach Argentinien aus und ließ sich dort zunächst in der Stadt Hope nieder. Dort baute Lehmann die Empresa Colonizadora Guillermo Lehmann auf, eine Kolonistengesellschaft, durch die er insgesamt 18 Städte, hauptsächlich im Departamento Castellanos, im Westen der Provinz Santa Fe gründete. Die bekannteste und größte dieser Gemeinden ist die 1881 gegründete Stadt Rafaela, Hauptstadt des Departamento Castellanos, mit heute mehr als 90.000 Einwohnern. Ihren Namen erhielt die Stadt von der Frau Wilhelm Lehmanns. Unter den weiteren von Lehmann gegründeten Städten trägt auch eine seinen Namen: Die Stadt Lehmann (31° 13′ S, 61° 46′ W), deren Gründung ebenfalls in das Jahr 1881 fiel.
Weitere von Lehmann gegründete Städte sind unter anderem Aurelia, Egusquiza, Humberto 1, President Roca, Susana und Virginia, Felicia und Villa Trinidad.
Wenig weiß man über Lehmanns Leben, nur, dass er mit 46 Jahren unter tragischen Umständen ums Leben kam.

## Ehrungen

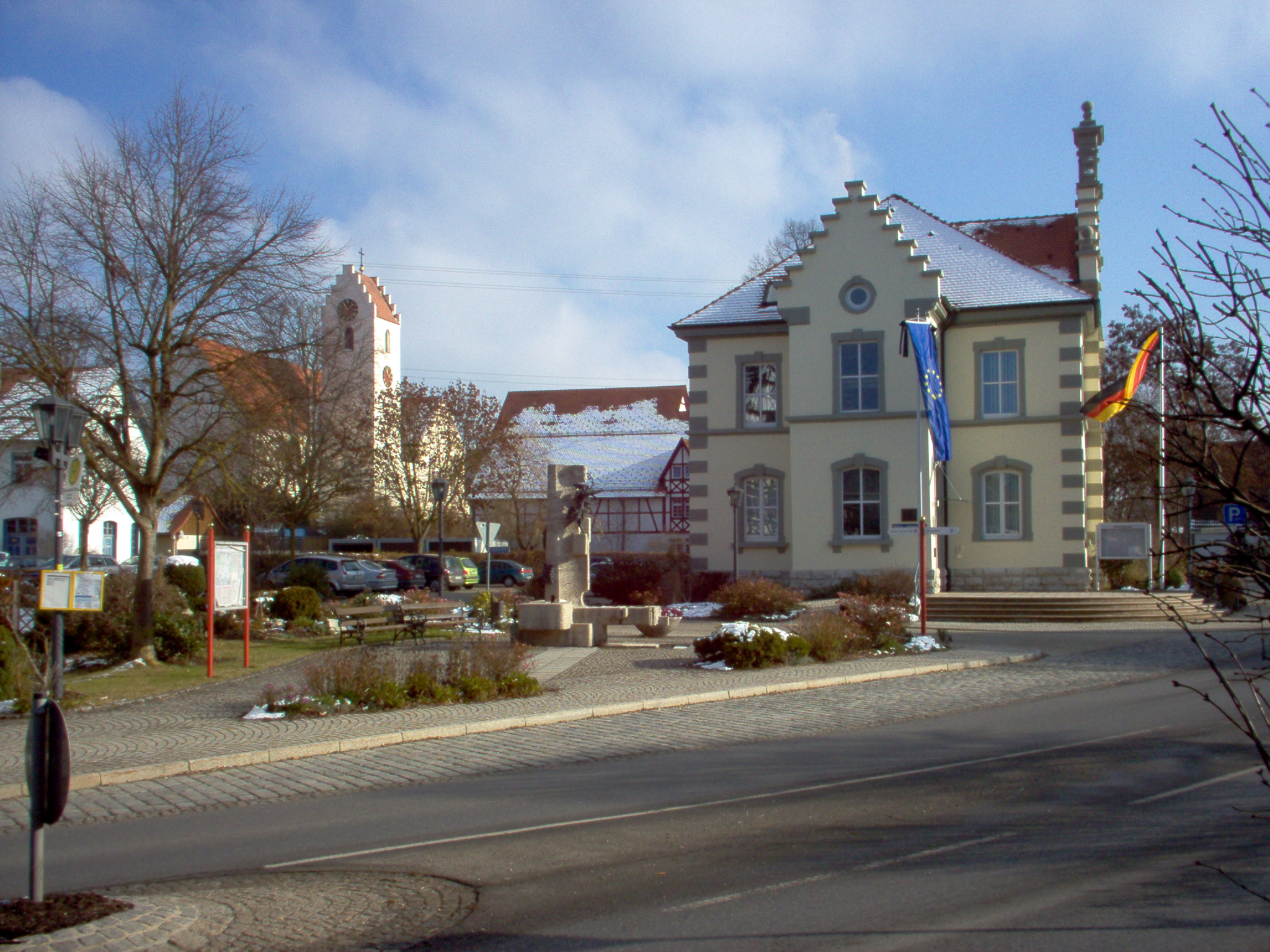
Wilhelm-Lehmann-Platz in Sigmaringendorf, der ehemalige Rathausplatz

Die Stadt Rafaela hatte bereits vor 1970 eine überlebensgroße Statue ihres Gründers im Stadtzentrum aufstellen lassen, außerdem ist eine Technische Schule, die Escuela de Educación Técnica N° 460 „Guillermo Lehmann“ nach ihm benannt. In der Stadt Lehmann enthüllten anlässlich deren hundertjährigen Gründungsjubiläums die Bürgermeister von Lehmann und Sigmaringendorf 1981 ein Wilhelm-Lehmann-Denkmal. Ende Januar 1981 hatte bereits die Gemeinde Sigmaringendorf ihren wohl berühmtesten Sohn geehrt, indem die Umbenennung des Ortsmittelpunktes von Rathausplatz in Wilhelm-Lehmann-Platz vollzogen wurde. Am Wilhelm-Lehmann-Platz liegt nämlich in unmittelbarer Nähe zum Rathaus der Gemeinde auch das Geburtshaus Wilhelm Lehmanns (48° 3′ 58,33″ N, 9° 15′ 46,79″ O).

## Städtepartnerschaft
Lehmann war in Sigmaringendorf lange Zeit in Vergessenheit geraten, in der Chronik der Gemeinde findet er vor 1970 keine Erwähnung. Dann jedoch entdeckten argentinische Forscher auf der Suche nach Informationen über den Stadtgründer Rafaelas dessen Heimatort und es kam zu Kontakten zwischen den Städten Rafaela, Lehmann und der Gemeinde Sigmaringendorf, aus denen 1979 schließlich eine Städtepartnerschaft zwischen Rafaela und Sigmaringendorf erwuchs.
In der diesbezüglichen Urkunde der Gemeinde Sigmaringendorf heißt es:

„Von dem Wunsche beseelt, die freundschaftlichen Bande zwischen der Stadt Rafaela und der Gemeinde Sigmaringendorf noch enger und herzlicher zu gestalten, in der Hoffnung die Verdienste des Gründers der Stadt Rafaela, Herrn Wilhelm Lehmann gebührend zu würdigen und in der Erwartung, unseren Teil zur Völkerverständigung beizutragen, übernimmt die Gemeinde Sigmaringendorf die Patenschaft für die Stadt Rafaela (Argentinien)“